# 梅朵
梅朵（1921年5月4日—2011年1月17日），原名许绥曾，男，江苏丹阳人，中国电影评论家、文艺理论家、《文汇报》社编辑，中国作家协会名誉委员，中国电影评论学会名誉会长。